# Christophe Tinseau

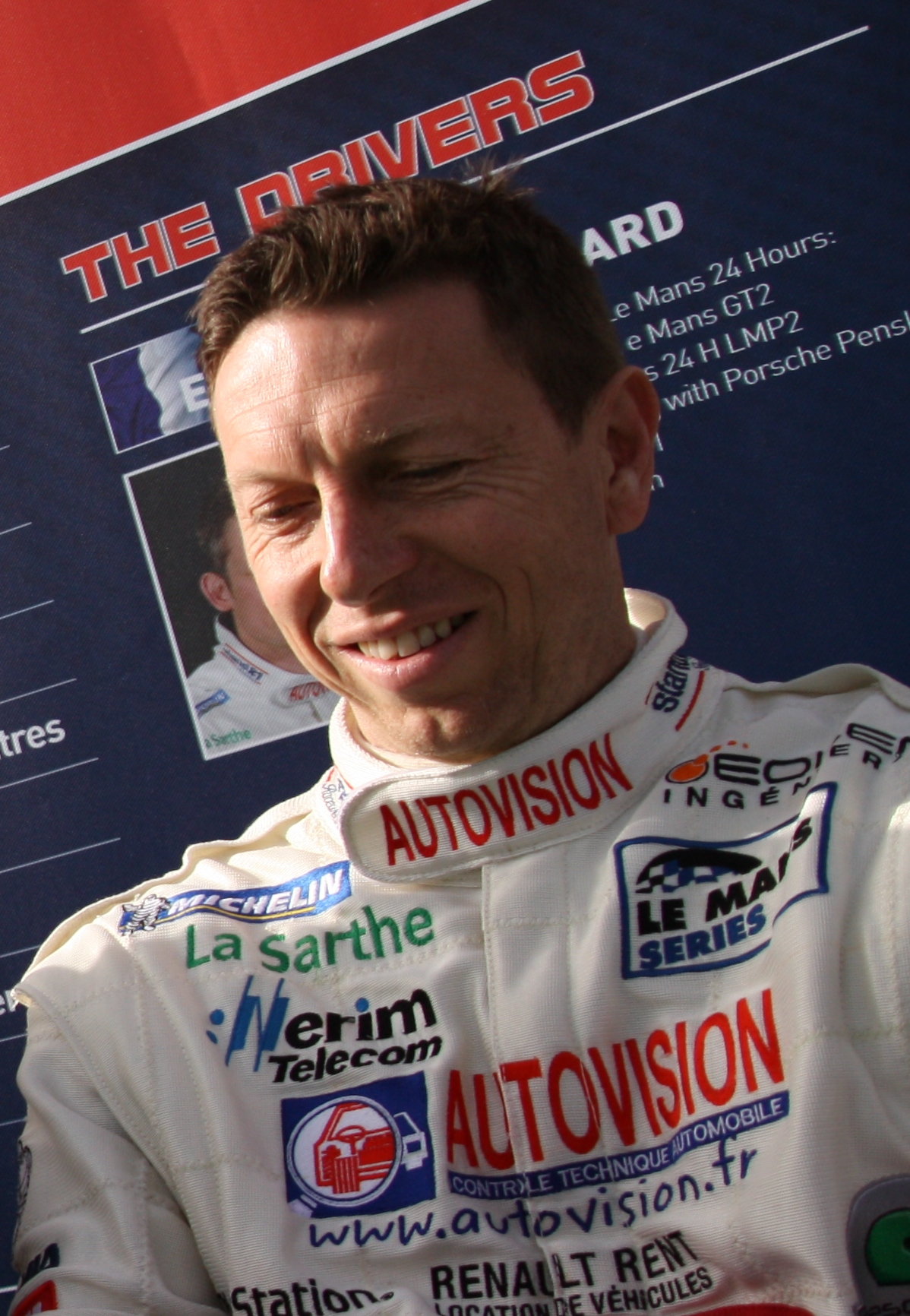
Christophe Tinseau 2011 in Le Castellet …

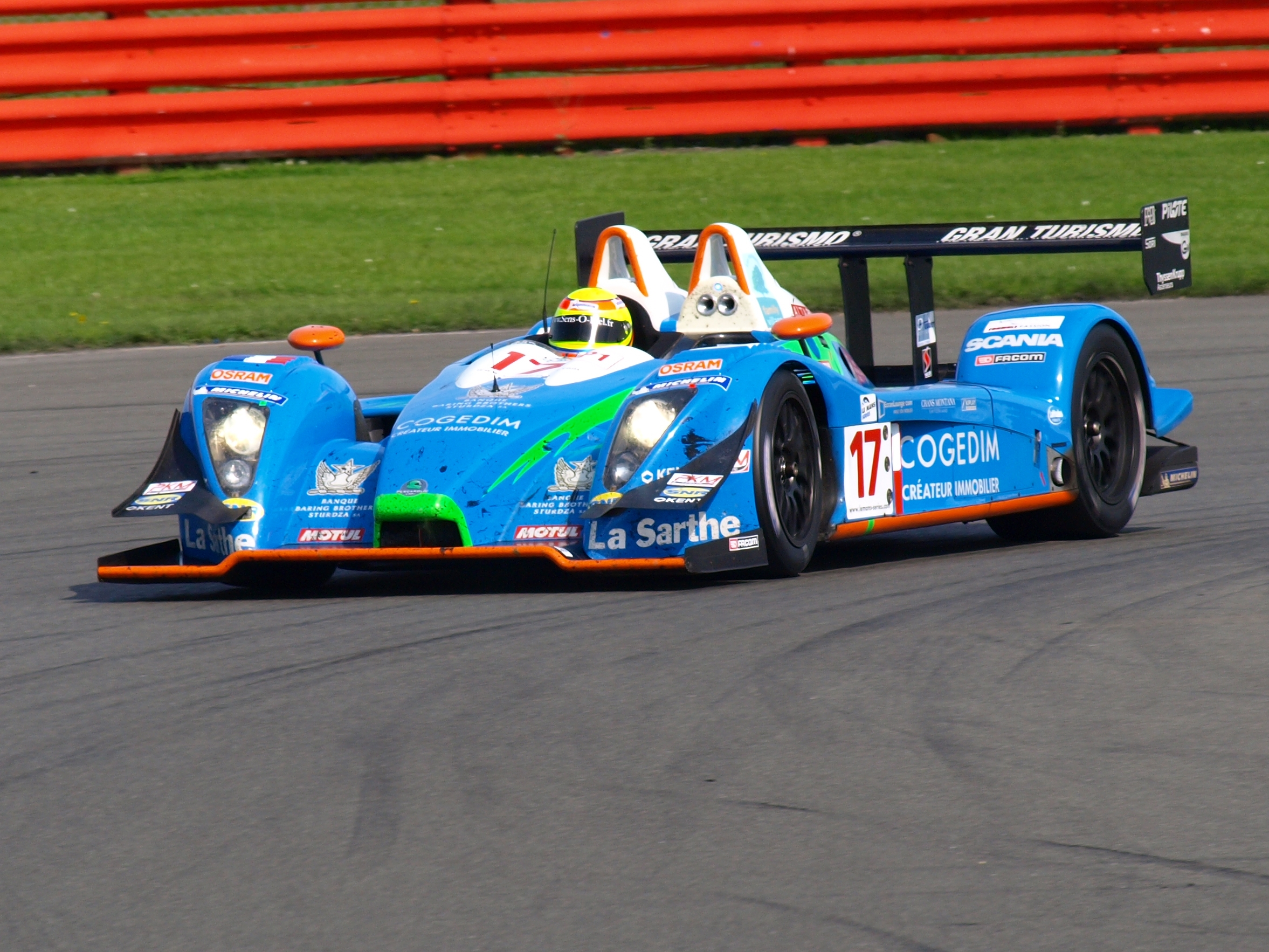
… und im Pescarolo 01 beim 1000-km-Rennen von Silverstone 2008

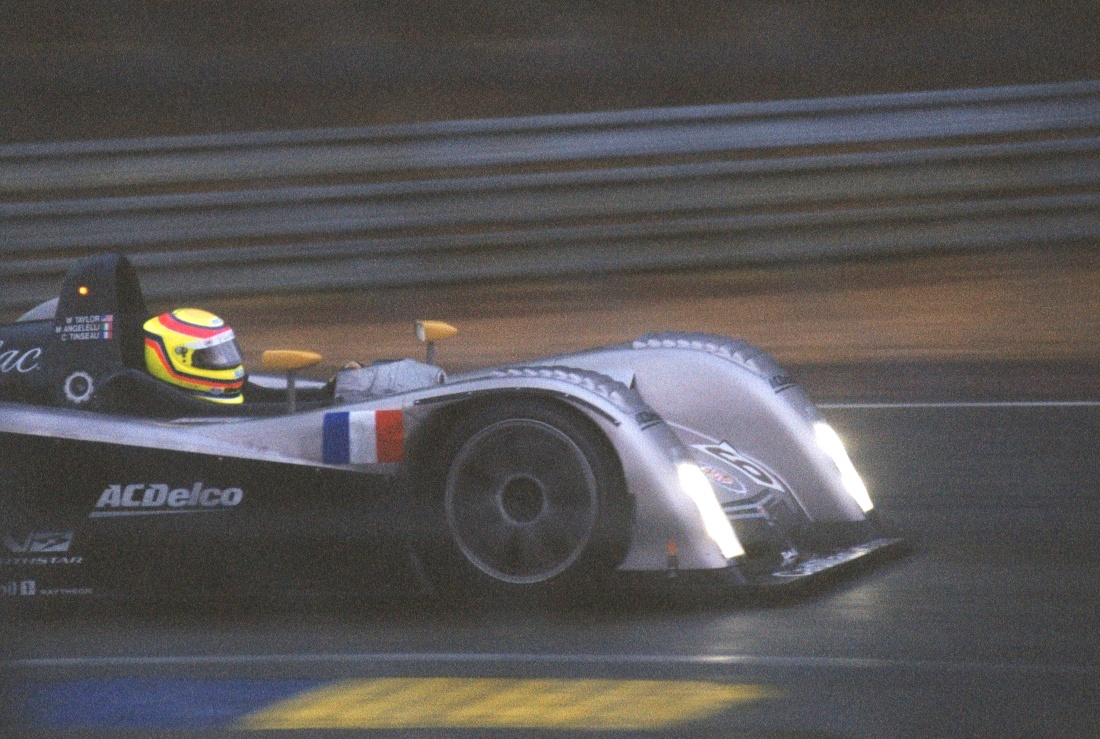
24-Stunden-Rennen von Le Mans 2001, Christophe Tinseau im strömenden Regen am Steuer einer Cadillac Northstar LMP

Christophe Tinseau (* 18. Dezember 1969 in Orléans) ist ein ehemaliger französischer Autorennfahrer.

## Karriere im Motorsport

### Monopostorennen
Christophe Tinseau begann seine Karriere in der französischen Formel-Renault-Meisterschaft. 1990 fuhr er einen Martini MK59 und beendete die Meisterschaft als Gesamtelfter. In der folgenden Saison musste er sich nur Olivier Couvreur geschlagen geben und wurde Vizemeister. 1992 machte er den für viele Fahrer logischen Schritt in die nationale Formel-3-Meisterschaft. Seine zweite volle Saison endete 1993 hinter Didier Cottaz, Guillaume Gomez und Elton Julian mit dem vierten Endrang.
Tinseau war in dieser Phase seiner Karriere auch für einige Rennen in der deutschen Formel-3-Meisterschaft gemeldet und war auch mehrmals beim Formel-3-Rennen des Macau Grand Prix engagiert. 1994 war sein letztes Jahr in der Formel 3. Die französische Meisterschaft war geprägt vom Zweikampf zwischen Tinseau und Jean-Philippe Belloc. Nach drei Rennsiegen und insgesamt acht Podiumsplatzierungen musste er sich im Endklassement Belloc um sieben Punkte geschlagen geben.
Der nächste Karriereschritt führte in die Formel 3000. Die Formel-3000-Saison 1996 war seine erste und einzige in dieser Rennserie; Rang sechs im Gesamtklassement. 1997 wechselte er nach Nordamerika. Eine komplette Saison in der Indy Lights, die damals im Rahmen der Champ-Car-Serie gefahren wurde, brachte nicht den gewünschten Erfolg und Tinseau kehrte nach nur einem Jahr in den Vereinigten Staaten nach Europa zurück.

### Sportwagenrennen
1998 wandte sich der Franzose dem Sportwagensport zu und erhielt einen Vertrag bei DAMS. DAMS setzte in diesem Jahr einen Panoz Esperante GTR-1 in der FIA-GT-Meisterschaft ein. Tinseau gab sein Sportwagendebüt beim 24-Stunden-Rennen von Le Mans. Teampartner waren der ehemalige Formel-1-Pilot Éric Bernard und der US-Amerikaner Johnny O’Connell. Ein Getriebeschaden stoppte die Ambitionen des Trios nach 236 gefahrenen Runden vorzeitig. Die erste Zielankunft hatte er beim 1000-km-Rennen von Suzuka, wo er Gesamtfünfter wurde; Partner diesmal O’Connell und Franck Lagorce.
Seinen ersten von insgesamt fünf Gesamtsiegen feierte er 1999, als er gemeinsam mit Jean-Marc Gounon das 2:30-Stunden-Rennen von Brünn gewann. 2000 wurde DAMS eines der Einsatzteams für den neu entwickelten Cadillac Northstar LMP. In den Renneinsatz wurde großer Erwartungen gesetzt, die der LMP1-Prototyp allerdings nie wirklich erfüllen konnte. In den drei Jahren seines Einsatzes konnte Tinseau mit dem Rennwagenmodell nur einmal das Podium der ersten Drei erreichen. Das 2:45-Stunden-Rennen von Mosport 2001 beendete er mit Partner Emmanuel Collard als Dritter. Die beste Platzierung in Le Mans war der neunte Endrang 2002.
Nach dem Ende des Cadillac-Programms fuhr Tinseau zwei Jahre für Noël del Bello und erhielt 2007 einen Vertrag im Team von Henri Pescarolo. Mit ihm kehrte er 2007 auch nach Le Mans zurück. Die Le Mans Series 2009 schloss er als Gesamtzweiter ab, nachdem er im Frühjahr des Jahres für Sora Racing die Asian Le Mans Series für sich entschieden hatte und dabei das Eröffnungsrennen der Serie, das 1000-km-Rennen von Okayama, gewonnen hatte.
Bis zum Ende der Saison 2012 war Tinseau vor allem in Le Mans engagiert, dann trat er vom professionellen Rennsport zurück. Als Partner des schwerstbehinderten Frédéric Sausset kehrte er 2015 an die Rennstrecken zurück.

## Statistik

### Le-Mans-Ergebnisse
| Jahr | Team                   | Fahrzeug                 | Teamkollege      | Teamkollege         | Platzierung | Ausfallgrund    |
| ---- | ---------------------- | ------------------------ | ---------------- | ------------------- | ----------- | --------------- |
| 1998 | Panoz Motorsports Inc. | Panoz Esperante GTR-1    | Éric Bernard     | Johnny O’Connell    | Ausfall     | Getriebeschaden |
| 1999 | Team DAMS              | Lola B98/10              | David Terrien    | Franck Montagny     | Ausfall     | Motorschaden    |
| 2000 | Team DAMS              | Cadillac Northstar LMP   | Kristian Kolby   | Marc Goossens       | Ausfall     | Motorbrand      |
| 2001 | DAMS                   | Cadillac Northstar LMP01 | Wayne Taylor     | Max Angelelli       | Rang 15     |                 |
| 2002 | Team Cadillac          | Cadillac Northstar LMP01 | Wayne Taylor     | Max Angelelli       | Rang 9      |                 |
| 2003 | Riley & Scott Racing   | Riley & Scott Mk IIIC    | Jim Matthews     | Marc Goossens       | Ausfall     | Motorschaden    |
| 2007 | Pescarolo Sport        | Pescarolo 01             | Harold Primat    | Benoît Tréluyer     | Rang 13     |                 |
| 2008 | Pescarolo Sport        | Pescarolo 01             | Harold Primat    | Benoît Tréluyer     | Rang 7      |                 |
| 2009 | Pescarolo Sport        | Pescarolo 01             | João Barbosa     | Bruce Jouanny       | Rang 8      |                 |
| 2011 | Pescarolo Team         | Pescarolo 01             | Emmanuel Collard | Julien Jousse       | Ausfall     | Unfall          |
| 2012 | Thiriet by TDS Racing  | Oreca 03                 | Mathias Beche    | Pierre Thiriet      | Rang 8      |                 |
| 2016 | SRT41 BY OAK Racing    | Morgan LMP2              | Frédéric Sausset | Jean-Bernard Bouvet | Rang 38     |                 |

### Sebring-Ergebnisse
| Jahr | Team          | Fahrzeug                 | Teamkollege  | Teamkollege   | Platzierung | Ausfallgrund |
| ---- | ------------- | ------------------------ | ------------ | ------------- | ----------- | ------------ |
| 2002 | Team Cadillac | Cadillac Northstar LMP02 | Wayne Taylor | Max Angelelli | Rang 29     |              |